# Arsenio Martínez Campos
Arsenio Martínez-Campos Antón (Segovia, 14 de diciembre de 1831 - Zarauz, 23 de septiembre de 1900) fue un militar y político español, autor del pronunciamiento que provocó la restauración de la monarquía borbónica.

## Biografía
Nació en Segovia el 14 de diciembre de 1831. En 1852 ingresó en el Estado Mayor del Ejército. Participó en la guerra de África (1859–1860) y en la expedición anglo-hispano-francesa contra México en 1862, en ambas ocasiones bajo las órdenes de Juan Prim.
En 1868 la reina Isabel II fue destronada. Un año después fue destinado a Cuba donde acababa de empezar la Guerra de los Diez Años. Regresó a España tres años después como brigadier por méritos de guerra. Una vez en la península, recibió el mando de una brigada para luchar en Cataluña contra los carlistas. En 1873, el presidente Nicolás Salmerón le encargó someter los cantones de Almansa y de  Valencia, lo que consiguió sin mucha dificultad.
El 3 de enero de 1874 el general Manuel Pavía disolvió las Cortes, el final de la Primera República estaba cerca.

### El pronunciamiento militar y la restauración borbónica
Martínez-Campos era partidario de la Restauración de los Borbones en el trono, pero al contrario que Cánovas del Castillo, él no estaba dispuesto a esperar a que la campaña política pacífica acabara por reconvertir a España en una monarquía.

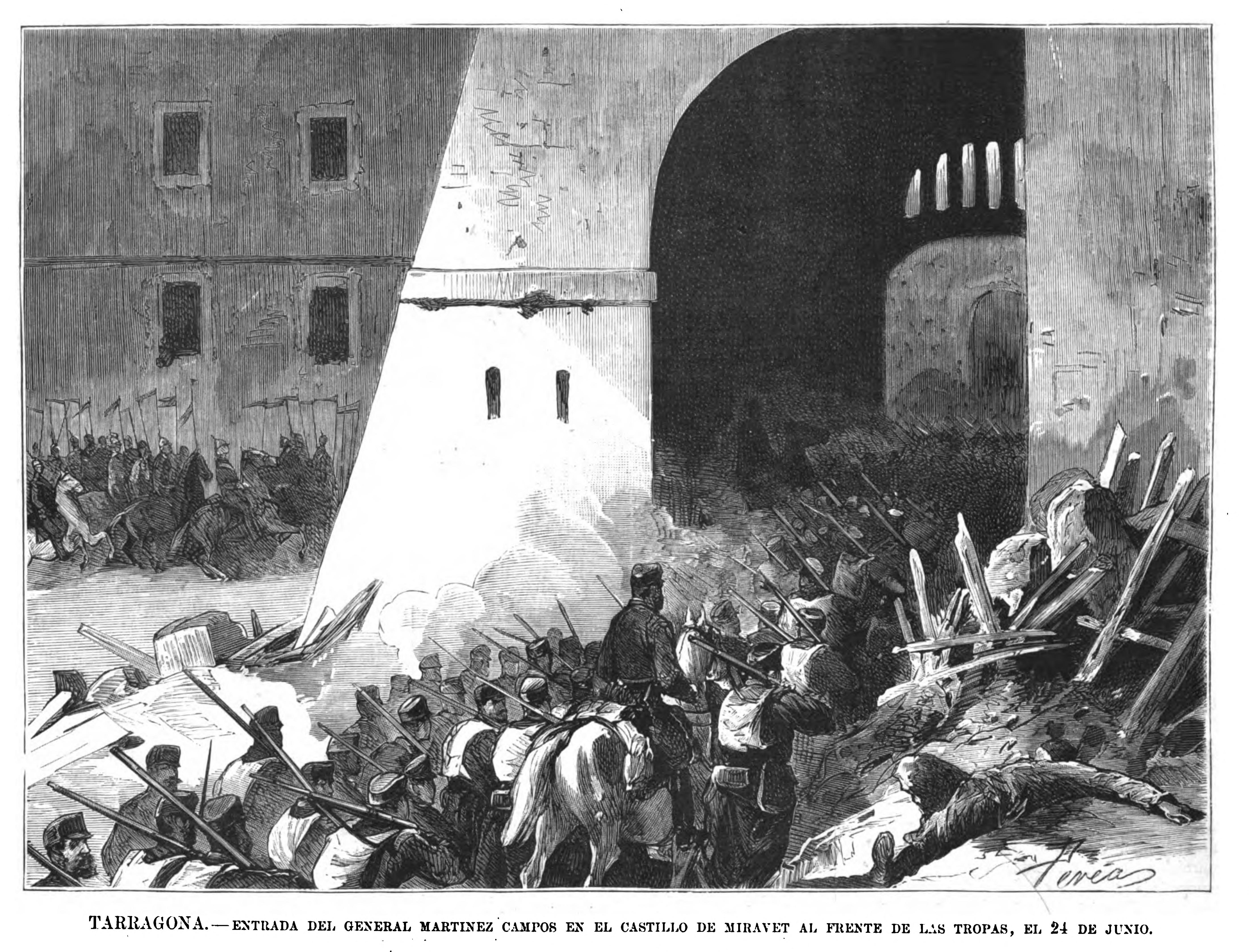
Entrada del general Martínez-Campos en el castillo de Miravet de Tarragona el 24 de junio de 1875

El 29 de diciembre de 1874 el gobierno, que sospechaba de Martínez-Campos, había decidido desterrarle. Enterado, simuló dirigirse a Ávila, pero fue directamente a Sagunto, requerido por los alfonsinos valencianos para que se pronunciara. Mientras, el brigadier Luis Dabán y Ramírez de Arellano Jefe de la brigada de Segorbe, trasladó a parte de su tropa hasta este mismo lugar. El 29 de diciembre con los soldados formando un cuadro, Martínez-Campos se dirigió a ellos y proclamó al príncipe Alfonso, hijo de Isabel II, Alfonso XII, rey de España. El Gobierno, que en esos momentos estaba en manos de Serrano, no se opuso al pronunciamiento, aceptando al nuevo rey.
Tras la llegada de Alfonso XII a España, se le otorgó el mando de las tropas que luchaban contra los carlistas en Cataluña y Navarra. En marzo de 1875 ocupó Olot (la "capital" carlista de Cataluña) y poco después sitió Seo de Urgel, que cayó en agosto. Tras acabar con unos pocos reductos, el levantamiento carlista en Cataluña quedó definitivamente controlado el 19 de noviembre. El ejército concentró entonces todo su esfuerzo en Navarra, último reducto carlista. El 28 de febrero de 1876, Alfonso XII entraba en Pamplona. Tras el final de la contienda, Martínez-Campos fue ascendido por méritos de guerra a capitán general.
Fue diputado a Cortes por el distrito de Sagunto en las elecciones de 1876, aunque en noviembre renunció al cargo para ser sustituido por Eduardo Castañón.

### Misión en Cuba: la «paz de Zanjón»

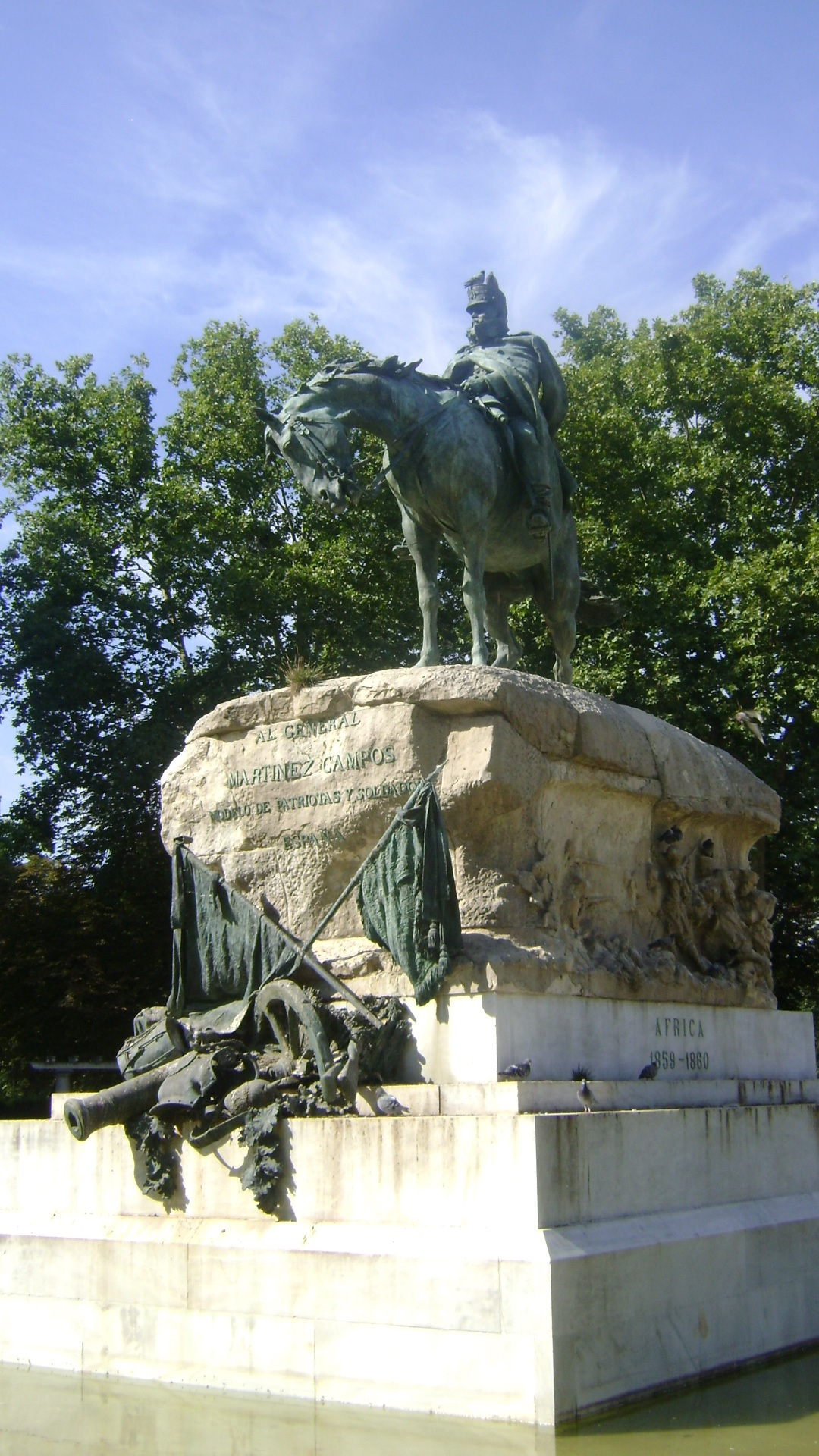
Monumento a Martínez Campos en Madrid.

Ese mismo año de 1876 fue destinado de nuevo a Cuba. Como capitán general de la isla estaba al mando de las tropas que luchaban contra los rebeldes desde hacía ocho años. Al mando de unos 20 000 hombres derrotó a los insurrectos en Santiago de Cuba y Las Villas. Poco después, dándose cuenta de que una guerra tan larga había conseguido debilitar a ambos contendientes y perjudicaba a toda la población de la isla, y, como era favorable a una política de tolerancia, Martínez-Campos inició una serie de contactos con los insurgentes. Entonces declaró una amnistía total para todos aquellos que abandonasen las armas. Los rebeldes, cansados de la guerra, comenzaron a abandonar la lucha. 
El 7 de febrero de 1878 sostuvo un encuentro secreto con Vicente García González, jefe de los insurrectos y le transmitió sus condiciones para que abandonaran las armas. Finalmente, el 10 de febrero se firmó la Paz del Zanjón, con la que se ponía fin a diez años de guerra.
Arsenio Martínez-Campos conocedor de la valentía de los mambises cubanos en su estrategia ordena una tregua indefinida en Camagüey e intenta acercarse a los hambreados y desnudos mambises con el apoyo de algunos de los jefes mambises. Vicente García y Serafín Sánchez que habían dado pasos en ese sentido, llegan a calificarle de «Pacificador» porque le promete la libertad a todos los esclavos que peleaban en las filas del Ejército Libertador que solo tenían esta condición en los campos de Cuba Libre. Esta política «pacifista» de España está dada por el refuerzo de sus tropas en Cuba con más de 57 000 hombres, donde los 250 000 soldados españoles que eran mantenidos con fondos que llegaron a sumar unos 36 500 000 pesos anuales y de la acción de Martínez-Campos quien empieza desde el 8 de febrero de 1878 con la reunión con la Cámara de Representantes en San Agustín del Brazo, en Camagüey para acordar su disolución con el apoyo del Comité del Centro que es el encargado de las negociaciones de paz en representación del pueblo camagüeyano, mientras que la única protesta es la de Salvador Cisneros Betancourt al no estar de acuerdo.  
El Comité de cubanos que negocian con Martínez-Campos estaba integrado por los brigadieres Manuel Suárez y Rafael Rodríguez; los coroneles Juan Bautista Spotorno y Emilio Lorenzo-Luaces Iraola; el teniente coronel Ramón Roa; el comandante Enrique Collazo y el ciudadano Ramón Pérez Trujillo quienes firman el 10 de febrero con Martínez-Campos el Pacto del Zanjón, que significa la capitulación de las armas insurrectas sin haber alcanzado la independencia y la abolición de la esclavitud verdaderas; aunque poco después las fuerzas camagüeyanas, espirituanas y de Remedios deponen las armas. Estos siete hombres que solo representan el Centro y no la Isla de Cuba en total, con una idea entreguista y reformista de un solo plumazo pusieron fin a los diez años de revuelta en toda la isla que las autoridades no había podido aplacar. 
De ello José Martí valora este hecho como una vil acción de España y declara que «Así asesinó España, cuando el Zanjón, la revolución en Cuba, diciendo a Las Villas cuando no era cierto que el Oriente se había ya rendido, y engañando al Oriente con la supuesta entrega de Las Villas…». Esta estrategia seguida por los españoles aprovechando el regionalismo, la indisciplina, caudillismo y la falta de unidad había llevado a algunos de los cubanos a ceder en sus principios. En el discurso conmemorativo de 1890 resume Martí el hecho: «…nuestra espada no nos la quitó nadie de la mano, sino que la dejamos caer nosotros mismos…».
En contraposición, el dominicano Máximo Gómez al no estar de acuerdo con la capitulación desarrolla el 27 de febrero una larga entrevista con Martínez-Campos donde le manifiesta que, si bien él había luchado con el pueblo cubano por lograr su independencia, no sería ahora obstáculo de una bochornosa capitulación que todos parecían desear y manifiesta que, si bien combatió al lado de los cubanos en la guerra, no los ayudaría ahora a alcanzar una paz deshonrosa, aunque no se opondría a ella. Martínez-Campos ante esta actitud hace tentadoras ofertas de dinero y posiciones de importancia en Cuba, pero Gómez las rechaza y solicita únicamente un barco para que lo traslade a Jamaica. Con un cañonero a su disposición en el estero del Junco viajará Gómez para tales fines, no obstante Martínez-Campos insiste a Gómez contribuyera a darle forma a la capitulación con la cual, al parecer, no estaban de acuerdo todos los cubanos.
Por su parte, el Mayor General Antonio Maceo "Titán de Bronce", enterado de este acuerdo y al conocer de las negociaciones se entrevista con Gómez en Pinar Redondo no dejando de expresar su reacción revolucionaria y muestras de indignación, el 18 de febrero junto con otros jefes militares declara su desacuerdo y con gran firmeza y sensatez aprovecha el tiempo para reagrupar y reorganizar las tropas dispersas. En esta conversación, Gómez conoce de la postura de Maceo en cuanto a no aceptar lo proclamado en el Pacto del Zanjón y su disposición a continuar la lucha; así como del objetivo del Titán de Bronce de celebrar una entrevista con Martínez-Campos para pedirle una suspensión de hostilidades que le permitiera organizarse.
El 21 de febrero de 1878, Maceo le escribe a Martínez-Campos para decirle su conocimiento acerca de las ideas de los comisionados del Departamento Central y lo pactado en Camagüey, pero que Oriente y Tunas se hallan en condiciones de continuar la lucha y no están de acuerdo con la resolución de la Junta del Centro, por lo que termina haciendo una solicitud para entrevistarse con él y le pide cuatro meses de suspensión de hostilidades para consultar la voluntad de todos los distritos que componen ese departamento. La Revolución había perdido mucho vigor, sin embargo, Maceo se sobrepone por encima de todas estas adversidades y proclama su posición irrevocable de combatir. Con su conducta ejemplar arrastra a jefes, oficiales y soldados para reanimar el patriotismo y la entrega a la causa patria en orden y disciplina personificadas; se aparta de las fracciones contrarias a la causa revolucionaria y se dedica de forma total a combatir a las fuerzas armadas de la metrópoli que siembran la muerte, hambre y el terror a lo largo de toda la isla.
Maceo llega a Baraguá entre el 8 y el 14 de marzo con oficiales de todas las jurisdicciones orientales, entre los que destacan Manuel Calvar, Francisco Leyte Vidal, Silverio del Prado, Flor y Emiliano Crombet, Francisco Borrero, Guillermo Moncada, su hermano José Maceo, Quintín Banderas, Leonardo Mármol, José Lacret, Juan Rius Rivera, Limbano Sánchez y los exdiputados orientales Fernando Figueredo y Pablo Beola, donde explica la situación y su posición intransigente al respecto y finaliza con una marcha para verse con Vicente García. 

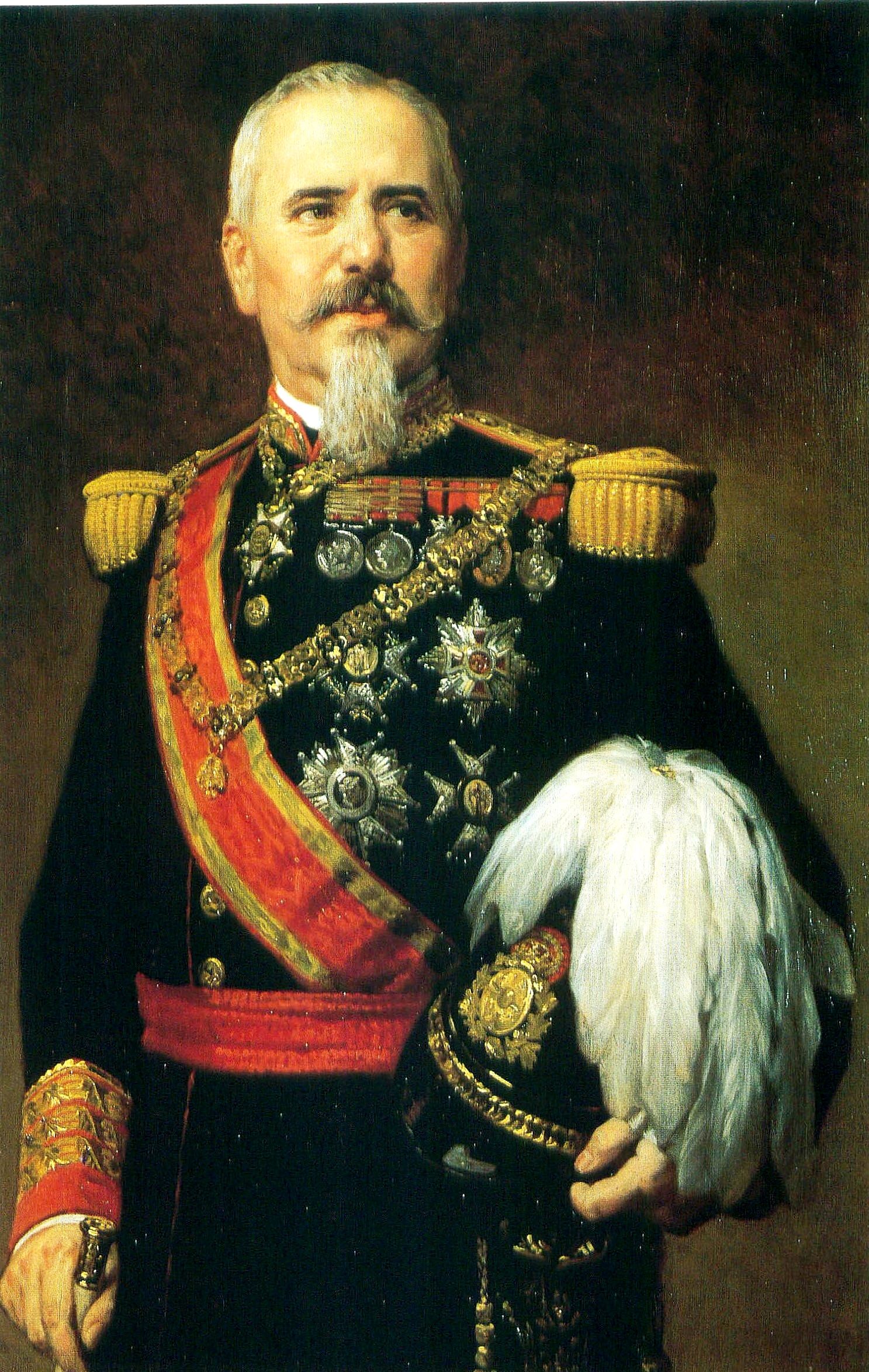
Retrato de Martínez-Campos (1889), por Federico Madrazo, Palacio del Senado, Madrid.

El 15 de marzo de 1878, se produce la reunión en Mangos de Baraguá, cercano a Santiago de Cuba y después de realizadas las presentaciones de ambos jefes y la de sus acompañantes se pronuncian breves palabras de introducción al diálogo. En este campo de la manigua cubana, el general Maceo comunica a Martínez-Campos que no estaban de acuerdo con el pacto firmado, ya que con el mismo no se lograba la independencia de Cuba, ni la abolición de la esclavitud. Posteriormente habla el general Manuel Calvar y el doctor Félix Figueredo, quienes refuerzan los planteamientos hechos por Maceo. Seguidamente Martínez-Campos replica acerca del desconocimiento de las bases del acuerdo, pero se interpela al español diciéndole que, «al conocerlo es por la que no están de acuerdo»; entonces Campos trata de leer del documento, pero Maceo se lo impide al decirle: «Guarde usted ese documento, que no queremos saber de él…». A la sombra de los árboles de mangos no se llega a ningún acuerdo, por lo que Maceo comunica al general español su desacuerdo con el Pacto del Zanjón firmado y con ello decide reiniciar la guerra. Al poner fin a esta reunión expresa con gallardía: ¡Muchachos, el 23 se rompe el corojo! 
Como resultado de la discordancia se acuerda volver a romper las hostilidades y se estableció para ello un plazo de ocho días con el fin de que las tropas ocuparan los territorios designados. Esta acción que se cataloga como Protesta de Baraguá no establece un acuerdo entre los cubanos en armas y la actitud de quienes aceptaron el Pacto del Zanjón y permite dar continuidad a la lucha de los cubanos por su independencia. Antonio Maceo califica el Pacto del Zanjón como «una rendición vergonzosa y por su parte inaceptable» por los mejores hijos que defienden la existencia de la nacionalidad cubana. Maceo, poco tiempo después, abandona el país bajo la misión del Gobierno Provisional en Armas hasta que regresa en 1895 para reincorporarse a la lucha armada y morir en combate el 7 de diciembre de 1896. 
Pero no solamente fue la protesta de Maceo en Oriente, sino que en el centro de la isla Ramón Leocadio Bonachea Hernández también continuó combatiendo por la independencia de Cuba junto con los hombres que lo acompañaban e integran las fuerzas de caballería que operaban en la zona de la trocha militar cerca de Morón. Este villareño protagoniza la Protesta de Hornos de Cal, en Jarao, Sancti Spíritus, luego de reunirse con el general Martínez-Campos y comunicarle su oposición al Pacto del Zanjón, para convertirse de hecho, en el último combatiente y oficial de importancia de la guerra de 1868 que combate tras estos acuerdos e incluso, después de la salida al extranjero de Maceo en misión de la Revolución, por lo cual Calixto García Íñiguez lo asciende al grado de general.

### Presidente del Gobierno e incorporación al Partido Liberal de Sagasta
En 1879 regresó a la península. Senador por derecho propio, el 7 de marzo, a instancias de Cánovas del Castillo, ocupó el cargo de presidente del Consejo de Ministros y de ministro de Guerra por el Partido Conservador. El 9 de diciembre fue sustituido por el propio Cánovas. Al darse cuenta de que había sido instrumentalizado por Cánovas, abandonó su partido y se pasó al Partido Liberal de Sagasta.

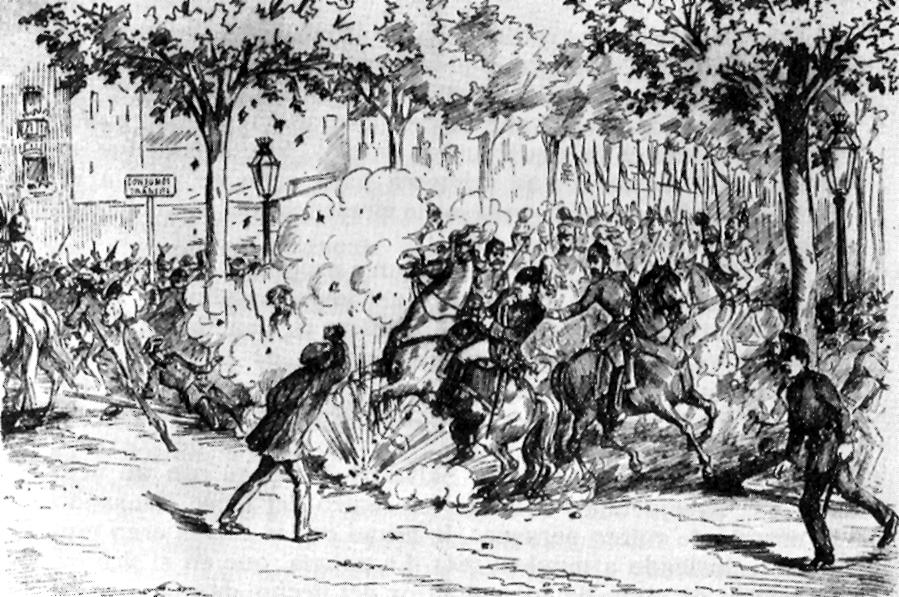
Ilustración del atentado contra el general Martínez Campos de 1893 en un periódico de la época.

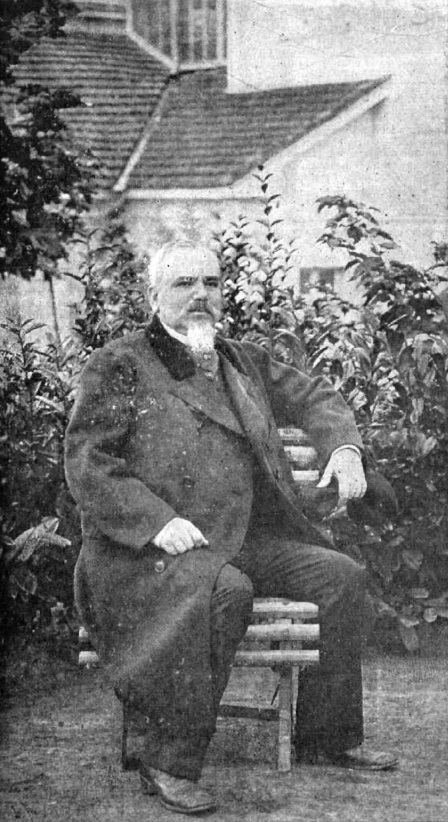
Martínez-Campos, fotografiado en el verano de 1891 por Zenón Quintana.

Formó parte del gobierno de Sagasta de 1881 a 1883 de nuevo como ministro de Guerra. Mientras estaba en el cargo se ocupó de la creación de la Academia General Militar. El 20 de febrero de 1882 se publicó el decreto fundacional, firmado por el rey y por Martínez-Campos, por el que se creaba la Academia en el Alcázar de Toledo.
En 1893, ocupando el cargo de capitán general de Cataluña y mientras presenciaba un desfile militar con motivo de las fiestas de la Merced, fue objeto del atentado anarquista de Paulino Pallás en Barcelona, del que salió ligeramente herido.
Desde 1890, los choques entre las tropas españolas de Melilla y las tribus rifeñas de la zona iban en aumento. El 2 de octubre fueron asesinados un grupo de soldados españoles y unos presidiarios que trabajaban en la construcción de un fuerte a las afueras de la ciudad. La situación fue empeorando hasta que, el 27 y el 28 de octubre de 1893, fue atacado el fuerte de Cabrerizas Altas, en el cual el gobernador militar de Melilla, general de división Juan García Margallo murió junto con una parte de sus hombres. El gobierno español organizó inmediatamente un ejército de 20 000 hombres con Martínez-Campos al frente.
Ante el temor a una guerra, el sultán Hassan I mandó a su hermano con tropas para controlar a las tribus del Rif. El 5 de marzo de 1894, Martínez-Campos firmó con el sultán un tratado por el que se acabó el conflicto.

### Vuelta a Cuba y regreso a la península
En 1895, al estallar otra vez la guerra, fue nuevamente nombrado gobernador de Cuba. Pero esta vez sus intentos pacificadores no dieron mucho resultado y, al no querer endurecer las medidas contra los insurgentes, fue relevado al año siguiente por el general Valeriano Weyler, regresando a la península.
La Gaceta de Madrid publicó el 19 de enero de 1896 su nombramiento como presidente del Consejo Supremo de Guerra y Marina, cargo del que dimitió apenas un mes después. Falleció el 23 de septiembre de 1900 en Zarauz.